# Lourenço Veloso
Lourenço Veloso (Goa) foi um pintor de origem indo-portuguesa, que atuou no Brasil no século XVII.
Veloso formou-se em Lisboa, e seus trabalhos mostram que estava familiarizado com o estilo de Rembrandt e El Greco.